# Галапагос (парк)
„Галапагос“ е национален парк в Еквадор, заемащ значителна част от територията на Галапагоските острови.
Той се управлява от Института за национални паркове (Institución Parque Nacional) на Еквадор. Създаването му е решено с издаването на закон от 1936 г., но влиза в сила едва на 4 юли 1959 г.
Националният парк обхваща 97% от територията на архипелага, като останалите 3% от него са отредени за населените места на островите Санта Крус, Сан Кристобал, Флореана и Изабела. През 1979 г., като част от Галапагоските острови, той е включен в списъка на световното културно и природно наследство на ЮНЕСКО. През 1986 г. бива основан и морският резерват „Галапагос“. Той включва водите на Тихия океан, отстоящи до 15 морски мили от крайбрежието на островите.